# FC Ural Ekaterinburg
FC Ural Ekaterinburg (în rusă ФК Урал Екатеринбург) este un club de fotbal din Ekaterinburg, Rusia.

## Lotul actual
| Nr. |         | Poziție | Jucător                 |
| --- | ------- | ------- | ----------------------- |
| 2   | Rusia   | F       | Vladimir Khozin         |
| 3   | Zambia  | A       | Chisamba Lungu          |
| 4   | Austria | F       | Markus Berger           |
| 5   | Rusia   | M       | Roman Yemelyanov        |
| 6   | Islanda | F       | Sölvi Ottesen           |
| 7   | Rusia   | F       | Aleksandr Dantsev       |
| 8   | Rusia   | M       | Ivan Chudin             |
| 9   | Rusia   | A       | Spartak Gogniyev        |
| 10  | Armenia | A       | Edgar Manucharyan       |
| 11  | Rusia   | M       | Aleksandr Shchanitsyn   |
| 12  | Rusia   | F       | Aleksandr Novikov       |
| 14  | Rusia   | M       | Vyacheslav Podberyozkin |
| 15  | Rusia   | M       | Arsen Oganesyan         |
| 17  | Rusia   | M       | Andrei Gorbanets        |
| 18  | Rusia   | A       | Georgi Nurov            |

| Nr. |           | Poziție | Jucător                                    |
| --- | --------- | ------- | ------------------------------------------ |
| 19  | Rusia     | A       | Arsen Goshokov                             |
| 20  | Rusia     | M       | Igor Lambarschi                            |
| 21  | Chile     | M       | Gerson Acevedo                             |
| 25  | Rusia     | A       | Aleksandr Stavpets                         |
| 28  | Rusia     | P       | Nikolay Zabolotnyi                         |
| 29  | Argentina | F       | Pablo Fontanello                           |
| 33  | Rusia     | P       | Igor Kot                                   |
| 34  | Rusia     | A       | Denis Dorozhkin                            |
| 41  | Rusia     | M       | Aleksandr Sapeta                           |
| 57  | Rusia     | M       | Artyom Fidler                              |
| 63  | Rusia     | F       | Aleksandr Belozyorov                       |
| 89  | Rusia     | M       | Aleksandr Yerokhin                         |
| 90  | Rusia     | A       | Fyodor Smolov (on loan from Dynamo Moscow) |
| 99  | Ucraina   | M       | Kostyantyn Yaroshenko                      |

## Jucători notabili
| - Viktor Shishkin - Yuri Matveyev - Aleksandr Podshivalov - Oleg Shatov - Igor Smolnikov - Oleg Veretennikov - Artyom Yenin - Denis Zubko - Alyaksandr Hrapkowski - Aleh Shkabara - Vitali Abramov - Sergei Anashkin - Renat Dubinskiy - Vitaliy Kafanov - Konstantin Ledovskikh - Aleksandr Sklyarov - Arūnas Klimavičius - Robertas Poškus - Igor Bugaiov | - Serghei Rogaciov - Vitaliy Levchenko - Igor Vityutnev - Anatoli Volovodenko - Oleksandr Pomazun - Dmytro Topchiev - Vladimir Radkevich - Yevgeni Safonov - Vladimir Shishelov |